# Horatio Nelson (3e comte Nelson)
Horatio Nelson, 3e comte Nelson, DL (7 août 1823-25 février 1913), est un homme politique britannique. 

## Biographie
Il est le fils de Thomas Bolton (un neveu du vice-amiral Horatio Nelson) et de son épouse Frances Elizabeth Eyre. Le 28 février 1835, son père hérite du titre de comte Nelson de William Nelson et adopte le nom de famille de Nelson. Il meurt le 1er novembre de la même année, et son fils Horatio lui succède au titre et au domaine, Trafalgar House (en) dans le Wiltshire. 
Il fait ses études à la Prebendal School, au Collège d'Eton et au Trinity College de Cambridge, où il est président du University Pitt Club . 
À la Chambre des lords Lord Nelson soutient les conservateurs protectionnistes sous Lord Derby et est Whip en chef du Parti conservateur chez les Lords. Cependant, lorsque Lord Derby forme son premier gouvernement en février 1852, Nelson est remplacé par Charles Colville. 
Lord Nelson est membre de l'Association de Canterbury à partir du 17 octobre 1850. 
Lord Nelson s'est marié le 28 juillet 1845 à l'église St George, Hanover Square, à Lady Mary Jane Diana Agar, fille du 2e comte de Normanton et petite-fille de George Herbert. Elle est décédée en 1904. Ils ont plusieurs enfants, dont Herbert Horatio, nommé vicomte Trafalgar, décédé en 1905, Thomas Nelson, qui succède à son père en tant que 4e comte Nelson, et Edward Nelson (en), qui devient cinquième comte en 1947. 